# Biledžik
Biledžik (Bilecik) je město v Turecku, hlavní město stejnojmenné provincie v Marmarském regionu. Nachází se 100 km jižně od Adapazarı a 75 km severozápadně od Eskişehiru. V roce 2009 zde žilo 46 403 obyvatel.
Město je známé pro své historické domy. Díky tomuto architektonickému dědictví je Bilecik stále více vyhledáván turisty.